# Полањец
Полањец (пољ. Połaniec) је град у Пољској у Војводству Светокришком у Повјату staszowski. Према попису становништва из 2011. у граду је живело 8.448 становника.

## Становништво
Према прелиминарним подацима са пописа, у граду је 2011. живело 8.448 становника.
| 2002. | 2011. | 2012. |
| ----- | ----- | ----- |
| 8.711 | 8.448 | 8.328 |

## Партнерски градови
- Vonitsa